# Ботанический (Екатеринбург)
Ботанический — жилой район в Чкаловском районе, на юге Екатеринбурга, один из самых молодых микрорайонов города. Назван по прилегающему Ботаническому саду УрО РАН. Народное название «Ботаника».

## Описание
Ботанический район расположен к югу от центра города на территории бывшего аэропорта «Уктус». Имеет границы: с севера — жилой массив улицы Юлиуса Фучика, с юга — объездная автомагистраль, с запада — 8 Марта, с востока — улица Белинского.
Площадь — 174 га, протяжённость с запада на восток — 2 км, с севера на юг — около 0,7 км. Как жилой массив запроектирован в Генплане города Свердловска в 1972 году, объём жилого фонда — 800 тыс. м², проектная численность населения — 50 тысяч человек.
Вынос аэропорта «Уктус» под город Арамиль в 1985 году, повлёк за собой отсыпку заболоченной территории района (особенно в северной части, где сохраняется полузасыпанная долина речки Черемшанки, берущей начало из многочисленных родников к западу от Ботанического сада и в районе улицы Южной).
Застройка района была начата в 1987 году, в 1989 годы были сданы первые два дома по ул. 8 Марта, 185/1 и 185/4, к 1992 застроена часть района между ул. 8 Марта и Самоцветным бульваром, в 1991—1996 годах — между бульв. Малахова и ул. Крестинского, в 1996—2000 — между бульварами Самоцветным и Малахова, в 2000—2005 возведены кирпичные дома по ул. Шварца. Большая часть была застроена 10- и 16-этажными зданиями улучшенной планировки (Серия 141 (121—141).
Ботанический является спальным жилым районом, в котором нет промышленных предприятий (завод Гражданской авиации планируется[когда?] к выносу). В 2001 северо-восточной части построен ТЦ «Дирижабль». В конце 1990-х годов в Ботаническом проживало около 40 тысяч человек, имелось три общеобразовательные школы, пять детских садов. С другими районами Ботанический связывает троллейбусное, автобусное и трамвайное (по улицам 8 Марта и Фучика) сообщение, ходят маршрутные такси. Решается[когда?] вопрос об организации зоны отдыха с водоёмом, спортивными площадками, местом выгула собак на северной окраине жилого массива, в долине реки Черемшанки.
В 2017—2018 годах началась активная точечная застройка данного микрорайона, так как многие из объектов инфраструктуры, предусмотренные первоначальным советским планом, не были созданы и земельные участки были выкуплены частными коммерческими организациями.

## Инфраструктура
- Торговый город «Дирижабль», состоящий из более чем 450 магазинов, пользуется большой популярностью у жителей.
- В микрорайоне находится пять школ и пять детских садов.
- Большое количество магазинов, кафе, фитнес-клубов, парикмахерских, салонов красоты, аптек, агентств недвижимости и многого другого.
- Перед торговым городом «Дирижабль» располагается первый в городе перехватывающий паркинг на 600 мест(с 1 июня 2012 года бесплатная)[10][11].

## Улицы
В Ботаническом микрорайоне проходят улицы:
- улица Крестинского 11-63, 38-52 дома;
- улица Академика Шварца 1, 2-20, 17 дома;
- Самоцветный бульвар 1-5, 2-10 дома;
- Тбилисский бульвар 3-17 дома;
- улица Родонитовая 1-29, 2-38 дома.

Частично проходят:
- Улица Белинского (Екатеринбург) 242—258 дома;
- Улица 8 Марта (Екатеринбург) 183—189 дома.

## Рельсовый транспорт
- В 2005 году в рамках проекта «Екатеринбургская городская электричка» у края восточной части микрорайона открылась «железнодорожная платформа Ботаническая».
- В 2011 году в микрорайоне состоялось открытие новой станции Екатеринбургского метрополитена — «Ботанической».
- 1 ноября 2012 года было открыто движение по новой трамвайной ветке вдоль улицы Юлиуса Фучика[12]